# U 47 (U-Boot, 1938)

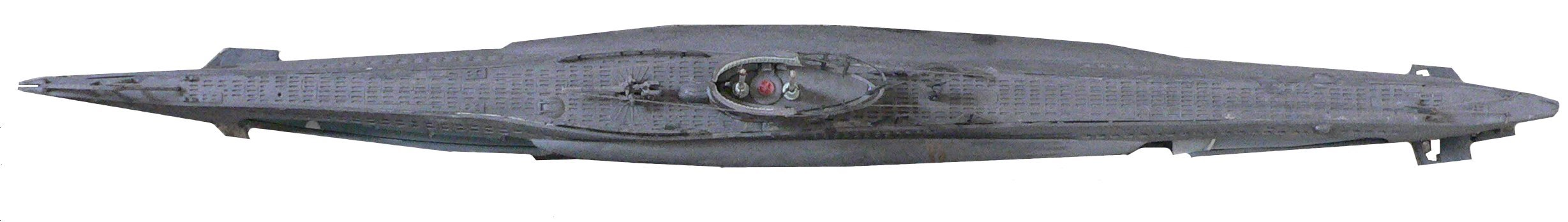
Modell von U47 in Draufsicht

U 47 war ein deutsches U-Boot vom Typ VII B, das im Zweiten Weltkrieg von der Kriegsmarine eingesetzt wurde.
Berühmt wurde U 47 durch die Versenkung des britischen Schlachtschiffes Royal Oak im britischen Flottenstützpunkt Scapa Flow. U 47 sank am 7. März 1941 südlich von Island aus bislang unbekannter Ursache.

## Geschichte

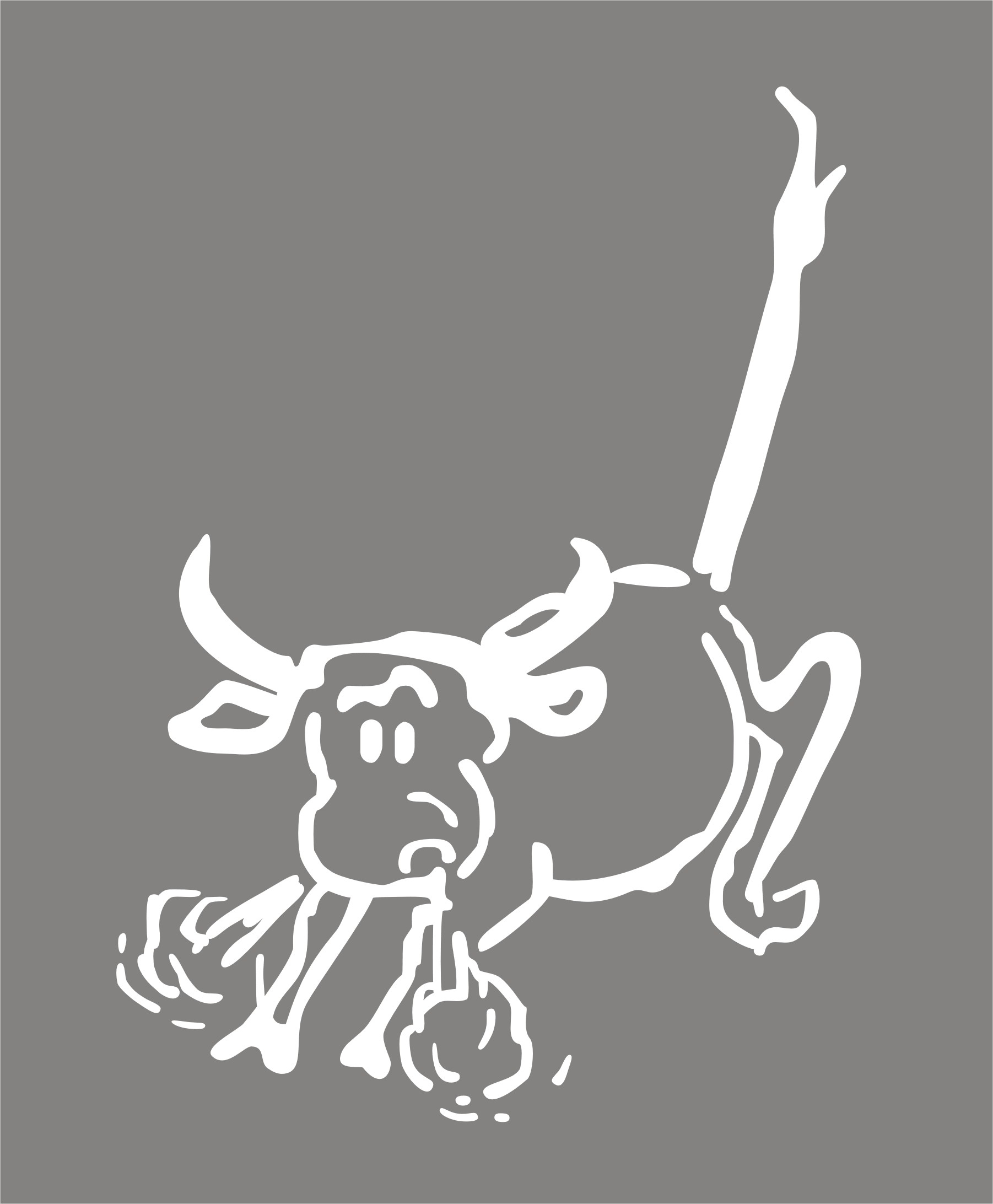
Turm-Maling von U 47

Der Bauauftrag für U 47 wurde am 21. November 1936 an die F. Krupp Germaniawerft in Kiel vergeben. Am 27. Februar 1937 war die Kiellegung und am 29. Oktober 1938 der Stapellauf. Am 17. Dezember 1938 folgte die Indienststellung unter Oberleutnant zur See Günther Prien. Er blieb der einzige Kommandant dieses Bootes.
Bis zum 31. Dezember 1939 gehörte U 47 als Einsatz- bzw. Frontboot zur U-Flottille Wegener in Kiel. Nach der Neugliederung der U-Flottillen gehörte es vom 1. Januar 1940 bis zu seinem wahrscheinlichen Untergang am 7. März 1941 zur 7. U-Flottille in Kiel. Als sogenanntes „Maling“ trug es ab dem 14. Oktober 1939 die Zeichnung eines schnaubenden Stiers am Turm. Die Vorlage entwickelte der Erste Wachoffizier Engelbert Endrass auf Anregung des Zweiten Wachoffiziers, Amelung von Varendorff, auf Basis einer Karikatur während der Rückfahrt vom Einsatz in Scapa Flow. Nach dem Untergang von U 47 wurde diese Zeichnung auf Anweisung des damaligen Flottillenchefs, Herbert Sohler, zum Wappen der gesamten 7. Flottille.
U 47 unternahm zehn Feindfahrten, auf denen es 30 Schiffe mit einer Gesamttonnage von 162.768 BRT versenkte. Acht weitere Schiffe mit 62.751 BRT wurden beschädigt.

## Einsatzstatistik

### Erste Unternehmung

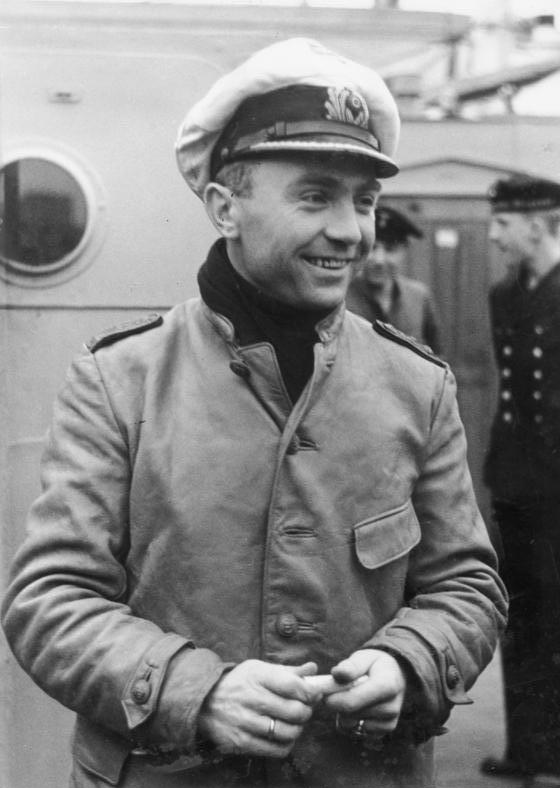
Günther Prien, Kommandant von U 47, 1940

Das Boot lief am 19. August 1939 um 00:00 Uhr von Kiel aus und am 15. September 1939 um 0:14 Uhr wieder dort ein. Auf dieser 27 Tage dauernden Unternehmung im Nordatlantik, südwestlich von Irland, wurden drei Schiffe mit zusammen 8.270 BRT versenkt.
- 5. September 1939: Versenkung des britischen Dampfers Bosnia. (2.407 BRT) durch Artillerie und einen Torpedo. Er hatte 3.200 t Schwefel geladen und befand sich auf dem Weg von Licata nach Manchester. Es gab einen Toten. (Lage)
- 6. September 1939: Versenkung des britischen Dampfers Rio Claro. (4.086 BRT) durch einen Torpedo. Er hatte Kohle geladen und befand sich auf dem Weg von Sunderland nach Montevideo. Es gab keine Toten, 41 Überlebende. (Lage)
- 7. September 1939: Versenkung des britischen Dampfers Gartavon. (1.777 BRT) durch Artillerie. Er hatte 1.000 t Eisenerz und 500 t Asphalt geladen und befand sich auf dem Weg von Sète über La Goulette zum Clyde. Es gab keine Toten. (Lage)

### Zweite Unternehmung

Weg von U 47 in Scapa Flow

Das Boot lief am 8. Oktober 1939 von Kiel aus und am 17. Oktober 1939 in Wilhelmshaven wieder ein.
In der Nacht vom 13. auf den 14. Oktober 1939 konnte das Boot trotz vieler Sperrhindernisse und schwieriger Fahrwasserverhältnisse in den britischen Kriegshafen Scapa Flow eindringen. Im Ersten Weltkrieg waren bei diesem Versuch zwei deutsche U-Boote verloren gegangen. Auf dem Hauptankerplatz waren keine Ziele zu erkennen. Schließlich sichtete Prien im äußersten Nordosten der Bucht zwei große Kriegsschiffe. Nach einem fehlgeschlagenen ersten Angriff, bei dem zwei von drei Torpedos versagten, wurde in einem zweiten Anlauf das Schlachtschiff Royal Oak durch drei Torpedos versenkt (Lage). Es gab 834 Tote; 400 Mann der Besatzung konnten sich retten. Anschließend gelang es U 47, Scapa Flow unversehrt wieder zu verlassen. Am 17. Oktober 1939 lief es zunächst in Wilhelmshaven ein. Sechs Tage später wurde es in seinen Heimatstützpunkt Kiel verlegt. Für diesen Erfolg wurden Kommandant und Befehlshaber ausgezeichnet.

### Dritte Unternehmung
Das Boot lief am 16. November 1939 von Kiel aus und am 18. Dezember 1939 wieder dort ein. Auf dieser 32 Tage dauernden Unternehmung im Nordatlantik, bei den Orkneys und westlich des Ärmelkanals wurden drei Schiffe mit zusammen 23.168 BRT versenkt.
- 5. Dezember 1939: Versenkung des britischen Dampfers Navasota. (8.795 BRT) durch einen Torpedo. Er fuhr in Ballast und war auf dem Weg von Liverpool nach Buenos Aires. Das Schiff gehörte zum Konvoi OB-46 mit sieben Schiffen. Es gab 37 Tote und 37 Überlebende. (Lage)
- 6. Dezember 1939: Versenkung des norwegischen Tankers Britta (6.214 BRT) durch einen Torpedo. Er fuhr in Ballast und war auf dem Weg von Antwerpen nach Curaçao. Es gab sechs Tote. (Lage)
- 7. Dezember 1939: Versenkung des niederländischen Motorschiffs Tajandoen. (8.159 BRT) durch einen Torpedo. Es hatte 14 Passagiere, Zement, Eisen und Glaswaren an Bord und war auf dem Weg von Amsterdam nach Batavia. Es gab sechs Tote. (Lage)

### Vierte Unternehmung
Von 29. Februar 1940 bis zum 5. März 1940 wurden Übungen vor Helgoland durchgeführt.
Das Boot lief am 11. März 1940 von Wilhelmshaven aus und am 29. März 1940 wieder dort ein. Auf dieser 18 Tage dauernden Unternehmung bei den Shetlandinseln und den Orkneys wurde ein Schiff mit 1.146 BRT versenkt.
- 25. März 1940: Versenkung des dänischen Dampfers Britta. (1.146 BRT) durch einen Torpedo. Er fuhr in Ballast und war auf dem Weg von Dänemark nach Liverpool. Es gab 13 Tote und fünf Überlebende. (Lage)

### Fünfte Unternehmung
Das Boot lief am 3. April 1940 von Wilhelmshaven zum Einsatz im Rahmen des Unternehmen Weserübung aus und am 26. April 1940 in Kiel ein. Auf dieser 24 Tage dauernden Unternehmung östlich der Shetlandinseln wurden keine Schiffe versenkt.

### Sechste Unternehmung
Das Boot lief am 3. Juni 1940 von Kiel aus und am 6. Juli 1940 wieder dort ein. Auf dieser 34 Tage dauernden und zirka 5.150 sm über und 184 sm unter Wasser langen Unternehmung im Nordatlantik, in der Biskaya und westlich des Ärmelkanals wurden acht Schiffe mit zusammen 51.483 BRT versenkt und ein Schiff mit 3.999 BRT beschädigt.
- 14. Juni 1940: Versenkung des britischen Dampfers Balmoralwood. (5.834 BRT) durch einen Torpedo. Er hatte 8.730 t Weizen sowie vier Flugzeuge an Bord und befand sich auf dem Weg von Sorel-Tracy in Kanada über Halifax nach Falmouth. Das Schiff war ein Nachzügler aus dem Konvoi HX-48 mit 40 Schiffen. Es gab keine Toten, 42 Überlebende. (Lage)
- 21. Juni 1940: Versenkung des britischen Tankers San Fernando. (13.056 BRT) durch einen Torpedo. Er hatte 13.500 t Rohöl und 4.200 t Diesel geladen und war auf dem Weg von Curacao nach Liverpool. Das Schiff gehörte zum Konvoi HX-49 mit 50 Schiffen. Es gab keine Toten, 49 Überlebende. (Lage)
- 21. Juni 1940: Beschädigung des norwegischen Motorschiffes Randsfjord. (3.999 BRT) durch einen Torpedo. Das Schiff hatte 6.746 t Stückgut an Bord und befand sich auf dem Weg nach Liverpool. Es gehörte zum Konvoi HX-49 und wurde am 22. Juni 1940 von U 30 versenkt.
- 24. Juni 1940: Versenkung des panamaischen Dampfers Cathrine (1.885 BRT) durch Artillerie. Er hatte Weizen und Stückgut geladen und befand sich auf dem Weg von Jacksonville nach London. Es gab keine Toten, 19 Überlebende. (Lage)
- 27. Juni 1940: Versenkung des norwegischen Motorschiffes Lenda. (4.005 BRT) durch Artillerie. Es hatte 1.921 Baumstämme geladen und befand sich auf dem Weg von Digby über Halifax nach den Downs. Es gab einen Toten und 25 Überlebende. (Lage)
- 27. Juni 1940: Versenkung des niederländischen Tankers Leticia. (2.580 BRT) durch Artillerie. Er hatte 2.589 t Heizöl geladen und war auf dem Weg von Curaçao nach Falmouth. Es gab zwei Tote und 28 Überlebende. (Lage)
- 29. Juni 1940: Versenkung des britischen Dampfers Empire Toucan. (4.421 BRT) durch einen Torpedo. Er fuhr in Ballast und war auf dem Weg von Liverpool nach Port Sulphur (Louisiana). Es gab drei Tote und 31 Überlebende. (Lage)
- 30. Juni 1940: Versenkung des griechischen Dampfers Georgios Kyriakides. (4.201 BRT) durch einen Torpedo. Er hatte 7.243 t Zucker geladen und befand sich auf dem Weg von Macorís (Dominikanische Republik) nach Liverpool. Es gab keine Toten, 30 Überlebende. (Lage)

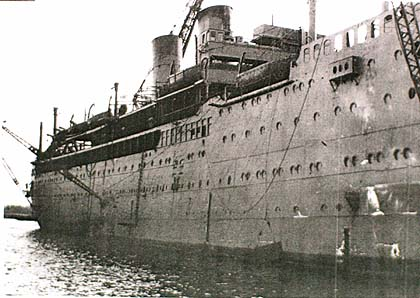
Die Arandora Star
vor der Abfahrt nach Kanada

- 2. Juli 1940: Versenkung des britischen Dampfers Arandora Star (15.501 BRT) durch einen Torpedo. Er hatte 254 britische Soldaten, 479 deutsche und 734 italienische Internierte, 86 deutsche Kriegsgefangene und 200 Militärpolizisten an Bord. Das Schiff befand sich auf dem Weg von Liverpool nach Saint John. 56 Crewmitglieder, 91 Militärpolizisten und 713 Internierte und Kriegsgefangene kamen ums Leben. Unter den Toten befanden sich auch der ehemalige KPD-Reichstagsabgeordnete Karl Olbrysch und seine Lebensgefährtin. 118 Crewmitglieder, 109 Militärpolizisten und 586 Internierte und Kriegsgefangene wurden gerettet. (Lage)

### Siebente Unternehmung
Das Boot lief am 27. August 1940 von Kiel aus und am 25. September 1940 in Lorient ein. Auf dieser 30 Tage dauernden und 5.103 sm über und 213 sm unter Wasser langen Unternehmung im Nordatlantik, westlich der Hebriden, wurden sechs Schiffe mit 35.006 BRT versenkt und ein Schiff mit 5.156 BRT beschädigt.
- 2. September 1940: Versenkung des belgischen Dampfers Ville de Mons. (7.463 BRT) durch einen G7e- und einen G7a-Torpedo. Er hatte 4.378 t Frachtgut, 1.280 Kisten Birnen, 648 t Mais und 536 t Weizen geladen und befand sich auf dem Weg von New York über Liverpool nach Glasgow. Es gab keine Toten, 54 Überlebende. (Lage)
- 4. September 1940: Versenkung des britischen Dampfers Titan. (9.034 BRT) durch einen Torpedo. Er fuhr in Ballast und war auf dem Weg von London nach Sydney (Australien). Das Schiff gehörte zum Konvoi OA-207 mit 15 Schiffen. Es gab sechs Tote und 90 Überlebende. (Lage)
- 7. September 1940: Versenkung des britischen Dampfers Neptunian. (5.155 BRT) durch einen Torpedo. Er hatte 8.500 t Zucker geladen und befand sich auf dem Weg von Santiago de Cuba nach Liverpool. Das Schiff gehörte zum Konvoi SC-2 mit 53 Schiffen. Es war ein Totalverlust mit 36 Toten. (Lage)
- 7. September 1940: Versenkung des britischen Dampfers Jose de Larrinaga. (5.303 BRT) durch einen Torpedo. Er hatte 7.300 t Schrott geladen und befand sich auf dem Weg von New York über Sydney (Nova Scotia) nach Newport. Das Schiff gehörte zum Konvoi SC-2. Es war ein Totalverlust mit 40 Toten. (Lage)
- 7. September 1940: Versenkung des norwegischen Dampfers Gro. (4.111 BRT) durch einen Torpedo. Er hatte 6.321 t Weizen geladen und befand sich auf dem Weg von Montreal nach Manchester. Das Schiff gehörte zum Konvoi SC-2. Es gab elf Tote und 21 Überlebende. (Lage)
- 9. September 1940: Versenkung des griechischen Dampfers Possidon. (3.840 BRT) durch einen Torpedo. Er hatte 5.410 t Schwefel geladen und war auf dem Weg von New Orleans nach Glasgow. Das Schiff gehörte zum Konvoi SC-2. Es gab 17 Tote. (Lage)
- 21. September 1940: Beschädigung des britischen Dampfers Elmbank. (5.156 BRT) durch Artillerie. Das Schiff gehörte zum Konvoi HX-72 und wurde noch am gleichen Tag von U 99 versenkt. (Lage)

### Achte Unternehmung
Das Boot lief am 14. Oktober 1940 von Lorient aus und am 23. Oktober 1940 wieder dort ein. Auf dieser zehn Tage dauernden und 2.113 sm über und 34 sm unter Wasser langen Unternehmung im Nordkanal und bei der Rockall-Bank wurden vier Schiffe mit 22.014 BRT versenkt und zwei Schiffe mit 15.018 BRT beschädigt.
- 19. Oktober 1940: Versenkung des niederländischen Dampfers Bilderdijk. (6.856 BRT) durch einen Torpedo. Er hatte 8.640 t Getreide sowie Stückgut geladen und befand sich auf dem Weg von Baltimore nach Liverpool. Das Schiff gehörte zum Geleitzug HX 79 mit 49 Schiffen. Es gab keine Toten, 39 Überlebende.
- 19. Oktober 1940: Beschädigung des britischen Tankers Shirak. (6.023 BRT) durch einen Torpedo. Das Schiff gehörte zum Konvoi HX 79 und wurde am 20. Oktober 1940 von U 48 versenkt. (Lage)
- 19. Oktober 1940: Versenkung des britischen Dampfers Wandby. (4.947 BRT) durch einen Torpedo. Er hatte 1.700 t Blei und Zinn sowie 7.000 t Bauholz geladen und befand sich auf dem Weg von Victoria (British Columbia) über Panama und Halifax (Nova Scotia) nach Middlesbrough. Das Schiff gehörte zum Konvoi HX 79. Es gab keine Toten, 34 Überlebende. (Lage)
- 20. Oktober 1940: Versenkung des britischen Dampfers La Estancia. (5.185 BRT) durch einen Torpedo. Er hatte 8.333 t Zucker geladen und befand sich auf dem Weg von Mackay (Queensland) über Panama und Halifax (Nova Scotia) nach Methil und Middlesbrough. Das Schiff gehörte zum Konvoi HX 79. Es gab einen Toten und 33 Überlebende. (Lage)
- 20. Oktober 1940: Versenkung des britischen Dampfers Whitford Point. (5.026 BRT) durch einen Torpedo. Er hatte 7.840 t Stahl geladen und befand sich auf dem Weg von Baltimore über Halifax (Nova Scotia) nach London. Das Schiff gehörte zum Konvoi HX 79. Es gab 36 Tote und drei Überlebende. (Lage)
- 20. Oktober 1940: Beschädigung des britischen Tankers Athelmonarch. (8.995 BRT) durch einen Torpedo.[6] (Lage)

### Neunte Unternehmung
Das Boot lief am 3. November 1940 von Lorient aus und am 6. Dezember 1940 wieder dort ein. Auf dieser 34 Tage dauernden und 5.267 sm über und 132 sm unter Wasser langen Unternehmung im Nordatlantik und westlich des Nordkanals wurden ein Schiff mit 7.555 BRT versenkt und zwei Schiffe mit 12.238 BRT beschädigt.
- 2. Dezember 1940: Versenkung des belgischen Dampfers Ville d’Arlon (7.555 BRT) durch einen Torpedo. Er hatte unbekannte Ladung und war auf dem Weg von New York über Halifax (Nova Scotia) nach Liverpool. Es war ein Totalverlust. Das Schiff war ein Nachzügler des Konvois HX-90. (Lage)
- 2. Dezember 1940: Beschädigung des britischen Tankers Conch. (8.376 BRT) durch einen Torpedo. Das Schiff gehörte zum Konvoi HX-90 und wurde am nächsten Tag von U 99 versenkt. (Lage)
- 2. Dezember 1940: Beschädigung des britischen Dampfers Dunsley. (3.862 BRT) durch fünf 8,8-cm-Artillerietreffer. Das Schiff war ein Nachzügler des Konvois HX-90. (Lage)

### Zehnte Unternehmung
Das Boot lief am 20. Februar 1941 von Lorient aus und ist seit dem 7. März 1941 im Nordatlantik verschollen. Auf dieser 15 Tage langen Unternehmung in den Nordatlantik wurden vier Schiffe mit 16.310 BRT versenkt und zwei Schiffe mit 28.744 BRT beschädigt.
- 26. Februar 1941: Versenkung des belgischen Dampfers Kasongo. (5.254 BRT). Er hatte Stückgut und Munition geladen und befand sich auf dem Weg von Liverpool über Freetown (Sierra Leone) nach Matadi (Belgisch-Kongo). Das Schiff gehörte zum Konvoi OB-290. Es gab sechs Tote. (Lage)
- 26. Februar 1941: Beschädigung des britischen Tankers Diala. (8.106 BRT). Das Schiff gehörte zum Konvoi OB-290.[7] (Lage)
- 26. Februar 1941: Versenkung des schwedischen Motorschiffs Rydboholm. (3.197 BRT) durch einen Torpedo (nach anderen Angaben wurde es am 26. Februar 1941 von deutschen Flugzeugen versenkt). Es fuhr in Ballast und war auf dem Weg von Liverpool nach Freetown (Sierra Leone). Das Schiff gehörte zum Konvoi OB-290. (Lage)
- 26. Februar 1941: Versenkung des norwegischen Motorschiffes Borgland. (3.636 BRT). Das Schiff fuhr in Ballast, hatte aber auch sechs Flugzeuge geladen; es war auf dem Weg von Liverpool nach Takoradi. Das Schiff gehörte zum Konvoi OB-290. Es gab keine Toten, 32 Überlebende. (Lage)
- 28. Februar 1941: Versenkung des britischen Dampfers Holmelea. (4.223 BRT) durch einen Torpedo und Artillerie. Er hatte 7.000 t Getreide, Linsen und Mais geladen und befand sich auf dem Weg von Rosario über Halifax (Nova Scotia) nach Hull. Das Schiff gehörte zum Konvoi HX-109 mit 36 Schiffen. Es gab 28 Tote und elf Überlebende. (Lage)
- 7. März 1941: Beschädigung des britischen Walfangmutterschiffs Terje Viken (20.638 BRT) durch zwei Torpedos. Das Schiff gehörte zum Konvoi OB-293. Es wurde noch am gleichen Tag von U 99 versenkt. (Lage)

## Verbleib

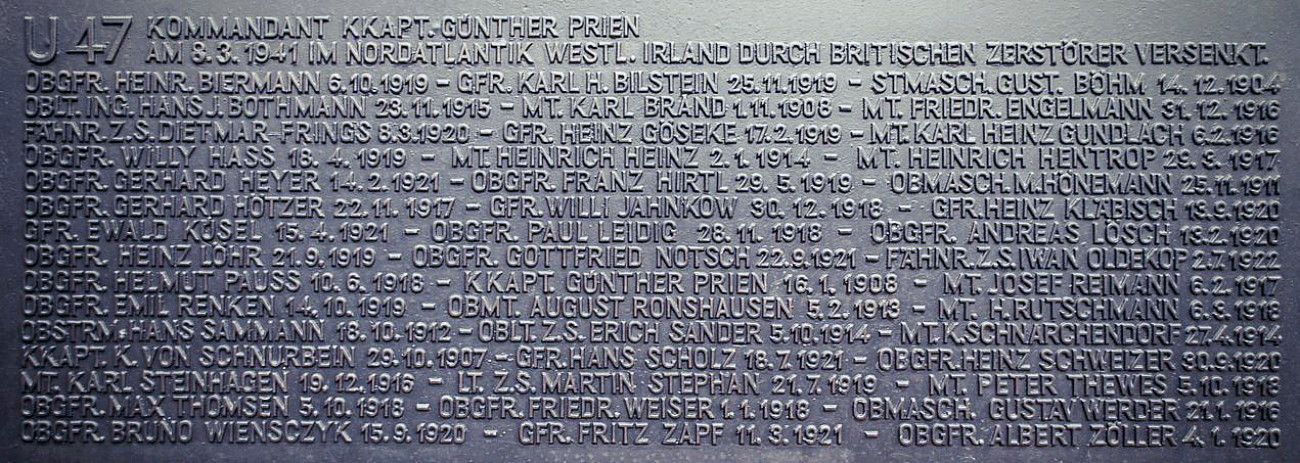
Gedenkplakette für die Besatzung von U 47 im U-Boot-Ehrenmal Möltenort

U 47 ging wahrscheinlich beim Angriff auf den Konvoi OB-293 verloren. Seit dem 7. März 1941 wurde nichts mehr von ihm gehört. Lange hieß es, U 47 sei von dem britischen Zerstörer Wolverine versenkt worden, aber es stellte sich dann heraus, dass die Wolverine das U-Boot U A angegriffen hatte, das schwer beschädigt entkommen konnte. Die Vermutungen über die tatsächlichen Umstände reichen von einer Tauchpanne über den Kontakt mit einer Treibmine bis hin zur Vernichtung durch einen von U 47 selbst abgeschossenen Torpedo, der durch eine defekte Steuerung zum Kreisläufer wurde. Letztere Version wird für die wahrscheinlichste gehalten.
Erst am 23. Mai 1941 meldete der Wehrmachtbericht, das von Korvettenkapitän Prien (er wurde im März 1941 postum befördert) geführte U-Boot sei von seiner letzten Fahrt nicht zurückgekehrt.

## Kinofilm
Die Geschichte des Bootes und seines Kommandanten war Vorlage für den 1958 gedrehten deutschen Kinofilm U 47 – Kapitänleutnant Prien.